# Лисицын, Александр Иванович (генерал-майор)
Александр Иванович Лисицын (25 декабря 1901 года, г. Александровск-Грушевский, Область войска Донского — 28 января 1975 года, Краснодар) — советский военный деятель, генерал-майор (19 марта 1944 года).

## Начальная биография
Александр Иванович Лисицын родился 25 декабря 1901 года в городе Александровск-Грушевский ныне городе Шахты Ростовской области.

## Военная служба

### Гражданская войны
12 февраля 1920 года в станице Рождественская призван в ряды РККА и направлен в 35-й кавалерийский полк в составе 3-й бригады (6-я кавалерийская дивизия, 1-я конная армия), после чего наводчиком пулемётной команды принимал участие в боевых действиях против войск под командованием А. И. Деникина на территории Донской области.
10 апреля 1920 года направлен на учёбу в Школу красных командиров 1-й конной армии, которая вскоре была переименована в 15-е Елисаветградские командные кавалерийские курсы. Во время учёбы принимал участие в боевых действиях против войск под командованием П. Н. Врангеля на территории Таврической губернии и в ликвидации десанта под руководством полковника Ф. Д. Назарова, а также — в ходе советско-польской войны в районе Коростеня, Винницы и Проскурова. В октябре курсы в составе 1-й конной армии были передислоцированы в район Мелитополя, где участвовали в боях против войск под командованием П. Н. Врангеля, затем — в контрнаступлении Южного фронта и в Перекопско-Чонгарской операции, а в декабре — против вооружённых формирований под командованием Н. И. Махно и И. Я. Годзиковского.
В апреле 1921 года А. И. Лисицын окончил курсы, после чего служил пулемётчиком в составе отдельного кавалерийского дивизиона при РВС 1-й конной армии и затем — оружейным инструктором пулемётного эскадрона в составе 3-го кавалерийского полка (1-я отдельная кавалерийская бригада).

### Межвоенное время
С мая 1922 года служил в составе пулемётного эскадрона 15-го кавалерийского полка (1-я отдельная особая кавалерийская бригада) на должностях помощника командира и командира взвода, помощника командира эскадрона. В декабре 1927 года направлен на учёбу на курсы «Выстрел», после окончания которых в марте 1928 года направлен в 63-й кавалерийский полк в составе той же бригады, где служил на должностях командира взвода пулемётного эскадрона, начальника боепитания, командира и политрука эскадрона.
В декабре 1931 года А. И. Лисицын назначен на должность помощника начальника штаба 61-го кавалерийского полка, а затем направлен на учёбу на кавалерийские курсы усовершенствования командного состава РККА в Новочеркасске, после окончания которых в июне 1932 года вернулся в 61-й кавалерийский полк, в составе которого служил помощником начальника штаба и начальником штаба полка.
В октябре 1933 года направлен на учёбу на разведывательные курсы усовершенствования командного состава при 4 управлении Штаба РККА в Москве, после окончания которых в июле 1934 года назначен на должность помощника начальника пограничного разведывательного пункта разведотдела Украинского военного округа.
1 декабря 1937 года Александр Иванович Лисицын был уволен в запас, после чего работал начальником жилуправления Калининской области, а с ноября 1938 года являлся безработным.
29 января 1939 года восстановлен в рядах РККА, после чего назначен на должность помощника командира по строевой части 91-го горнокавалерийского полка (17-я горнокавалерийская дивизия, Закавказский военный округ).
В ноябре 1940 года вновь направлен на учёбу на кавалерийские курсы усовершенствования командного состава РККА в Новочеркасске, после окончания которых 12 апреля 1941 года назначен на должность для особых поручений при заместителе начальника Главного управления политической пропаганды Красной Армии.

### Великая Отечественная война
С началом войны находился на прежней должности.
В августе 1941 года подполковник А. И. Лисицын назначен на должность командира 159-го кавалерийского полка в составе формировавшейся 56-й кавалерийской дивизии, на базе которой в середине октября кавалерийская группа в составе 9-й армии, которая заняла оборонительный рубеж по реке Крынка, откуда с 21 октября начала отступление по направлению Новоалександровка, Камышеваха, Алексеевка, Ольховка с последующим занятием оборонительного рубежа по реке Миус севернее Таганрога и затем принимала участие в боевых действиях в ходе Ростовской и Барвенково-Лозовской наступательных операциях. Во время боёв в районе Барвенково подполковник А. И. Лисицын был контужен, после чего лечился в госпитале.
После выздоровления в апреле 1942 года назначен на должность командира 15-го запасного кавалерийского полка (Северо-Кавказский военный округ), а в период с 15 по 25 августа того же года служил на должности командира 110-й кавалерийской дивизии и принимал участие в боевых действиях в районе Кизляра и Моздока.
В октябре 1942 года назначен на должность старшего помощника начальника оперативного отдела штаба Черноморской группы войск, в ноябре — на должность начальника штаба партизанского движения Краснодарского края при Военном совете этой же группы войск, а 5 марта 1943 года — на должность командира 394-й стрелковой дивизии, которая вскоре принимала участие в ходе Краснодарской, Донбасской и Днепропетровской наступательных операций и битвы за Днепр, после чего перешла к оборонительным боевым действиям на рубеже Марье-Дмитриевка, Долгое. С января 1944 года дивизия принимала участие в ходе Никопольско-Криворожской, Березнеговато-Снигирёвской, Одесской, Ясско-Кишинёвской наступательных операций.
В декабре 1944 года генерал-майор А. И. Лисицын направлен на учёбу на ускоренный курс Высшей военной академии имени К. Е. Ворошилова.

### Послевоенная карьера
После окончания учёбы в январе 1946 года направлен в Северную группу войск, где в феврале того же года назначен на должность командира 21-й механизированной дивизии, в декабре того же года — на должность командира 26-й гвардейской механизированной дивизии, а в мае 1951 года переведён в Северо-Кавказский военный округ на должность командира 29-го стрелкового корпуса.
Генерал-майор Александр Иванович Лисицын 6 ноября 1953 года вышел в запас. Умер 28 января 1975 года в Краснодаре. Похоронен на Славянском кладбище города.

## Награды
- Два ордена Ленина (19.03.1944, 30.04.1947);
- Три ордена Красного Знамени (16.10.1943, 03.11.1944, 15.11.1950);
- Орден Кутузова 2 степени (01.11.1943);
- Орден Богдана Хмельницкого 2 степени (13.09.1944);
- Орден Красной Звезды (23.02.1935);
- Медали.